# Curling aux Jeux olympiques
 (signalé en juillet 2025).
Si vous disposez d'ouvrages ou d'articles de référence ou si vous connaissez des sites web de qualité traitant du thème abordé ici, merci de compléter l'article en donnant les références utiles à sa vérifiabilité et en les liant à la section « Notes et références ».
- Archive Wikiwix
- Bing
- Cairn
- DuckDuckGo
- E. Universalis
- Gallica
- Google
- G. Books
- G. News
- G. Scholar
- Persée
- Qwant
- (zh) Baidu
- (ru) Yandex
- (wd) trouver des œuvres sur Wikidata

Le curling est inscrit au programme officiel des Jeux olympiques d'hiver dès la première édition de 1924 à Chamonix (France), avec une seule épreuve (masculine). Mais, faute d'une fédération propre, le sport n'est pas très populaire et peine à se développer. Absent en 1928, il revient eu tant que sport de démonstration aux Jeux de 1932 et se retrouve ensuite longuement ignoré par le CIO. 
Un demi-siècle plus tard, grâce à la volonté de la Fédération mondiale de curling (fondée en 1966), le curling apparaît de nouveau aux Jeux olympiques d'hiver à Calgary (Canada) en 1988, toujours comme sport d'exhibition mais cette fois avec deux épreuves (masculine et féminine). Reconduit comme sport de démonstration en 1992 à Albertville (France), il est absent du programme en 1994 à Lillehammer (Norvège). Malgré tout, le CIO accorde enfin au curling son statut de sport olympique officiel dès les Jeux de Nagano (Japon) en 1998.
L'épreuve du double mixte est introduite lors des Jeux olympiques de 2018 à Pyeongchang (Corée du Sud).

## Évènements

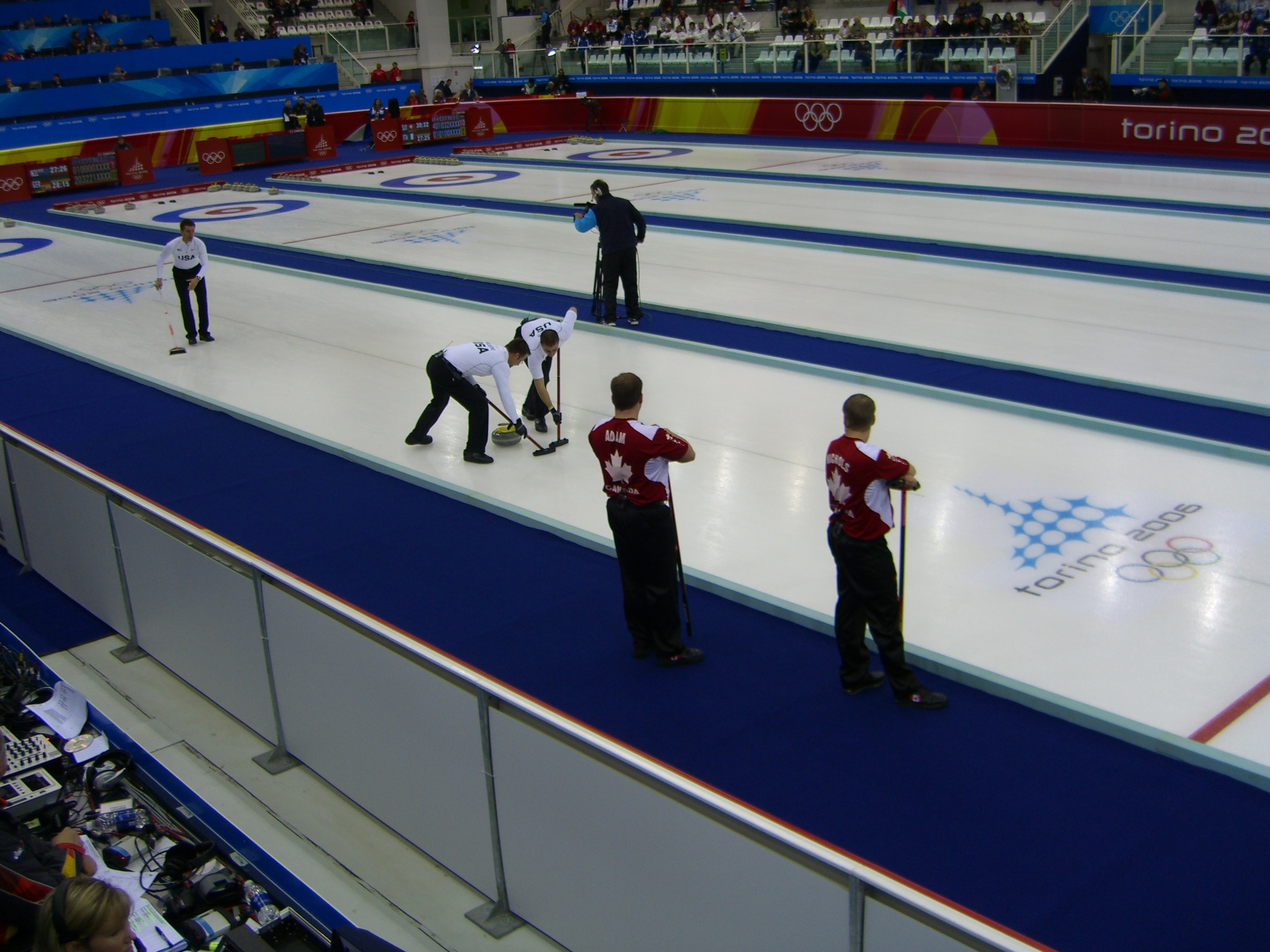
Canada-États-Unis aux JO de Turin

• = Épreuves officielles, D = Sport de démonstration
| Epreuves     | 1924 | 1932 | 1988 | 1992 | 1998 | 2002 | 2006 | 2010 | 2014 | 2018 | 2022 |
| ------------ | ---- | ---- | ---- | ---- | ---- | ---- | ---- | ---- | ---- | ---- | ---- |
| Hommes       | •    | D    | D    | D    | •    | •    | •    | •    | •    | •    | •    |
| Femmes       |      |      | D    | D    | •    | •    | •    | •    | •    | •    | •    |
| Double mixte |      |      |      |      |      |      |      |      |      | •    | •    |

## Palmarès

### Hommes
| Édition | Or                | Argent           | Bronze          |
| ------- | ----------------- | ---------------- | --------------- |
| 1924    | Grande-Bretagne   | Suède I Suède II | France          |
| 1932    | Canada (Manitoba) | Canada (Ontario) | Canada (Québec) |
| 1988    | Norvège           | Suisse           | Canada          |
| 1992    | Suisse            | Norvège          | États-Unis      |
| 1998    | Suisse            | Canada           | Norvège         |
| 2002    | Norvège           | Canada           | Suisse          |
| 2006    | Canada            | Finlande         | États-Unis      |
| 2010    | Canada            | Norvège          | Suisse          |
| 2014    | Canada            | Grande-Bretagne  | Suède           |
| 2018    | États-Unis        | Suède            | Suisse          |
| 2022    | Suède             | Grande-Bretagne  | Canada          |

### Femmes
| Édition | Or              | Argent       | Bronze          |
| ------- | --------------- | ------------ | --------------- |
| 1988    | Canada          | Suède        | Norvège         |
| 1992    | Allemagne       | Norvège      | Canada          |
| 1998    | Canada          | Danemark     | Suède           |
| 2002    | Grande-Bretagne | Suisse       | Canada          |
| 2006    | Suède           | Suisse       | Canada          |
| 2010    | Suède           | Canada       | Chine           |
| 2014    | Canada          | Suède        | Grande-Bretagne |
| 2018    | Suède           | Corée du Sud | Japon           |
| 2022    | Grande-Bretagne | Japon        | Suède           |

### Double mixte
| Édition | Or     | Argent  | Bronze  |
| ------- | ------ | ------- | ------- |
| 2018    | Canada | Suisse  | Norvège |
| 2022    | Italie | Norvège | Suède   |

## Tableau des médailles
Le tableau ci-dessous présente le bilan, par nations, des médailles obtenues en curling lors des Jeux olympiques d'hiver, en 1924 et de 1998 à 2022. Le rang est obtenu par le décompte des médailles d'or, puis en cas d'ex æquo, des médailles d'argent, puis de bronze.
| Rang  | Nation          | Or | Argent | Bronze | Total |
| ----- | --------------- | -- | ------ | ------ | ----- |
| 1     | Canada          | 6  | 3      | 3      | 12    |
| 2     | Suède           | 4  | 3      | 4      | 11    |
| 3     | Grande-Bretagne | 3  | 2      | 1      | 6     |
| 4     | Suisse          | 1  | 3      | 3      | 7     |
| 5     | Norvège         | 1  | 2      | 2      | 5     |
| 6     | États-Unis      | 1  | 0      | 1      | 2     |
| 7     | Italie          | 1  | 0      | 0      | 1     |
| 8     | Japon           | 0  | 1      | 1      | 2     |
| 9     | Corée du Sud    | 0  | 1      | 0      | 1     |
| 9     | Danemark        | 0  | 1      | 0      | 1     |
| 9     | Finlande        | 0  | 1      | 0      | 1     |
| 12    | Chine           | 0  | 0      | 1      | 1     |
| 12    | France          | 0  | 0      | 1      | 1     |
| Total | Total           | 17 | 17     | 16     | 51    |